# Phố ma

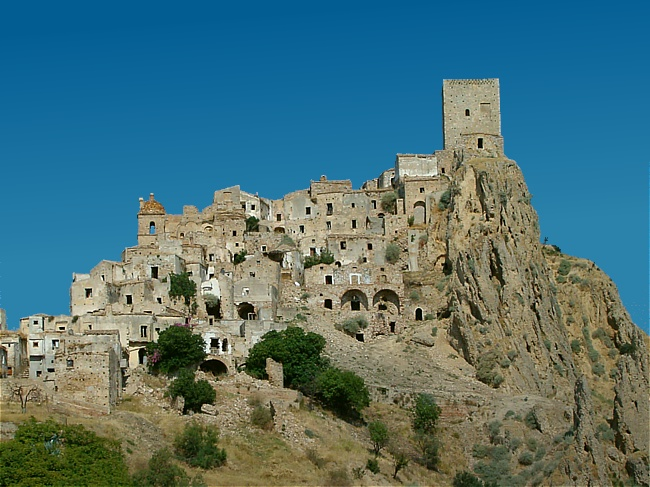
Phố ma Craco, Ý, hình chụp năm 2003.

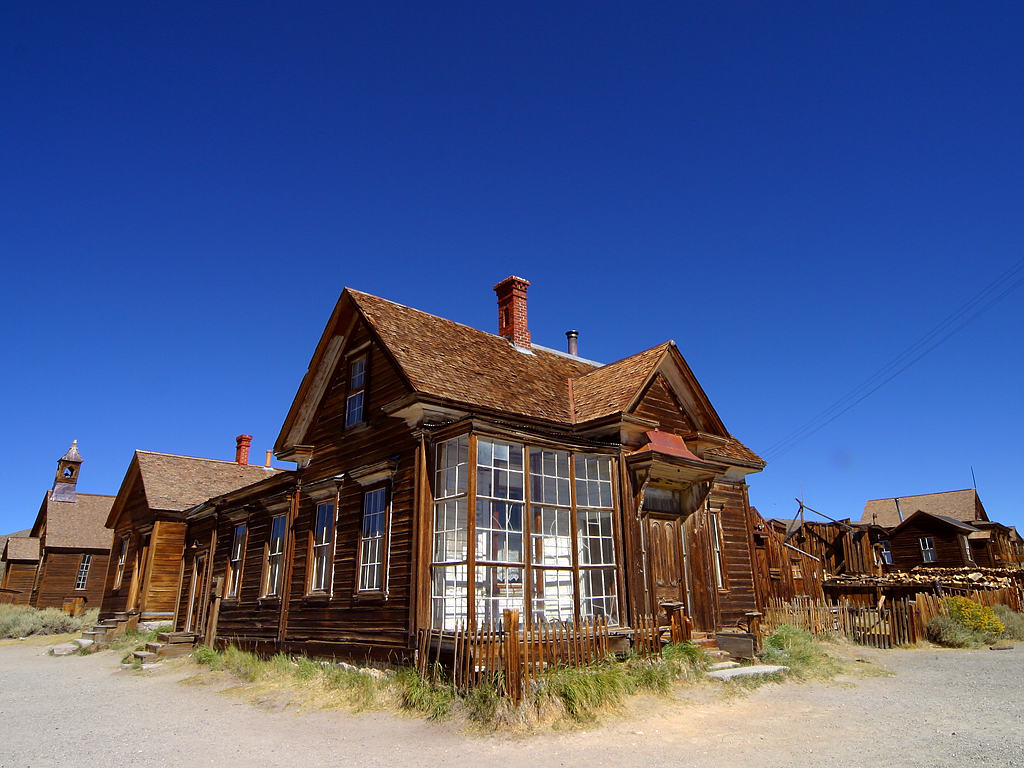
Một góc đường của phố ma Bodie, California.

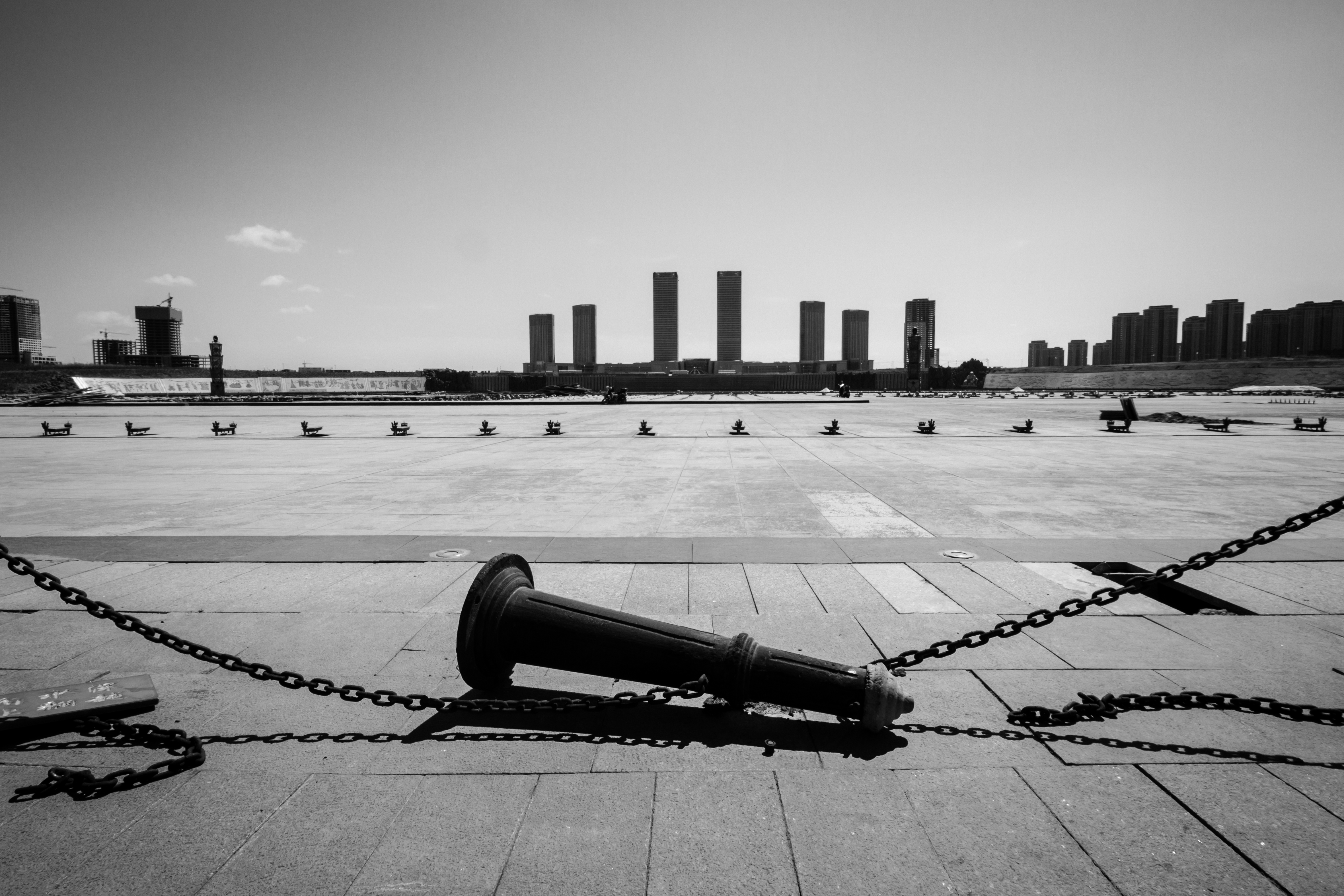
Khang Ba Thập thuộc thành phố Ordos, Trung Quốc, được mệnh danh là đô thị ma lớn nhất thế giới vì ít dân cư

Phố ma hay phố hoang (tiếng Anh: ghost town) là một thị trấn hay thành phố bị bỏ hoang hoàn toàn. Một thị trấn thường trở thành một phố ma khi các hoạt động kinh tế để hỗ trợ cho nó bị ngưng trệ hay vì một tại họa do con người hay thiên nhiên gây ra, thí dụ như lũ lụt, hành động của chính quyền, tình trạng vô luật pháp không kiểm soát nổi hay vì chiến tranh. Thuật từ này đôi khi được dùng với ý nghĩa trái ngược để chỉ các thành phố, thị trấn và khu dân cư tuy vẫn còn người sinh sống nhưng ngày càng ít người so với những năm trước đó.
Có một số phố ma trở thành những nơi thu hút du khách, trong đó có Tombstone, Arizona; Jerome, Arizona; Oatman, Arizona; Bannack, Montana; Kolmanskop; và Elizabeth Bay. Đặc biệt, điều này đúng đối với những phố ma vẫn giữ được những nét kiến trúc hấp dẫn. Viếng thăm, chụp hình và viết về phố ma là một nền tiểu công nghệ.
Một số phố ma có thể trở nên quá hoang tàn đến nỗi khó vào được, nguy hiểm và đôi khi không được phép viếng thăm.

## Những lý do bị bỏ hoang

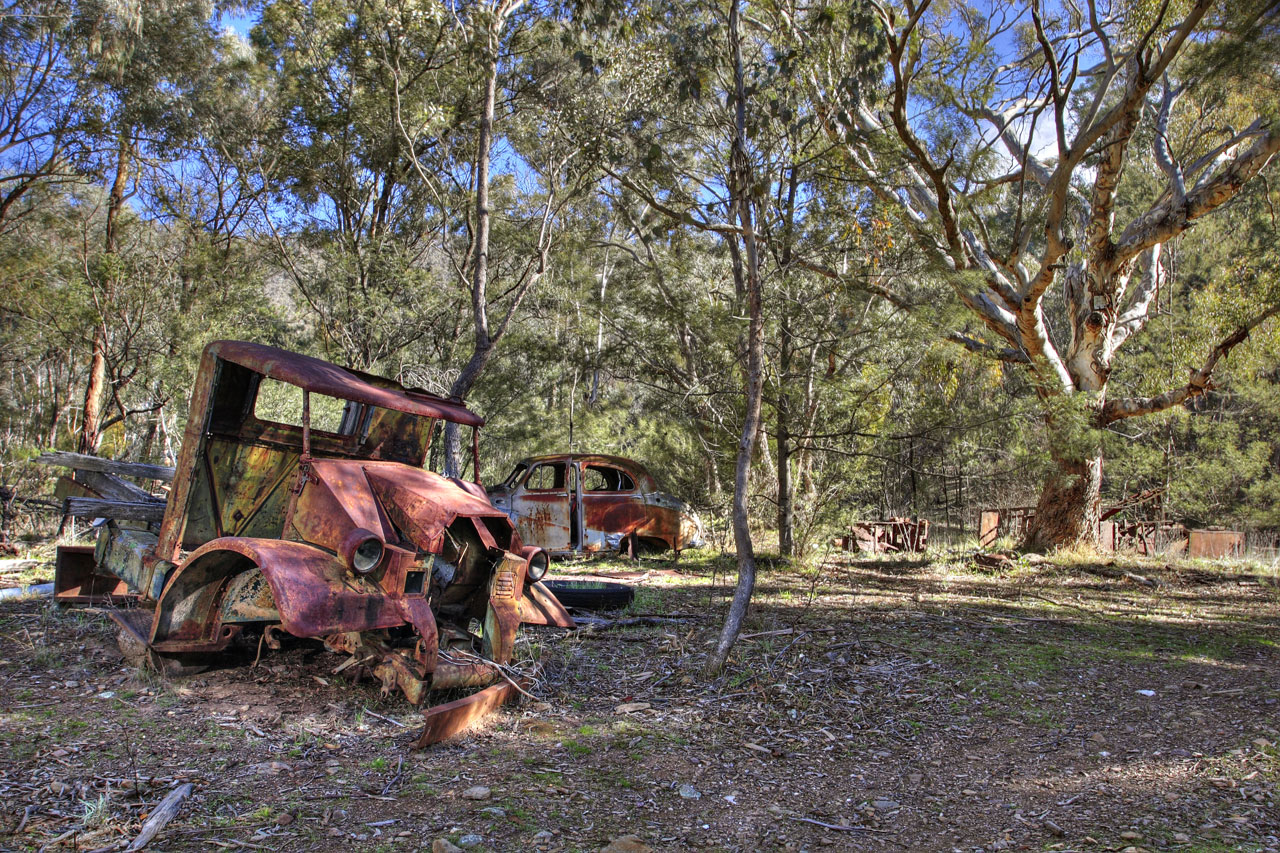
Cùng chung số phận với nhiều thị trấn "cơn sốt vàng", cộng đồng phát triển và thịnh vượng một thời Cassilis nay bị bỏ hoang

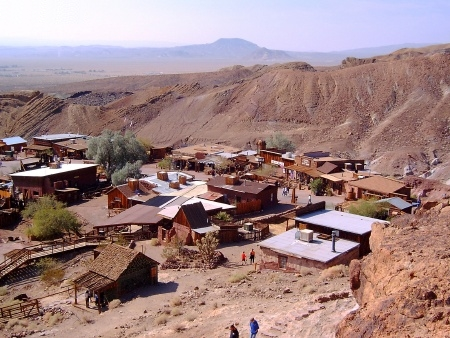
Phố ma Calico ở tiểu bang California.

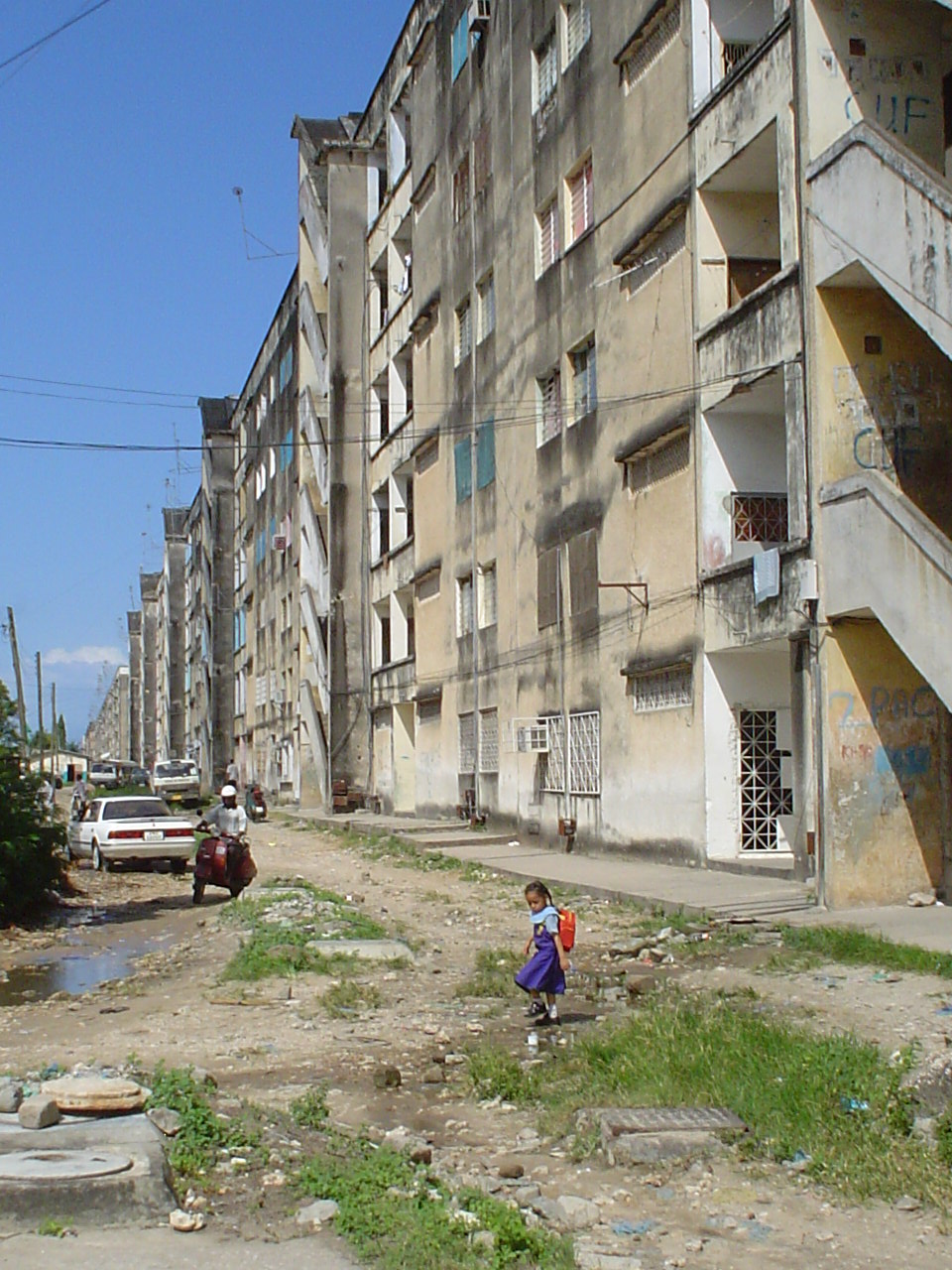
Một khu phố hoang tàn tại Michenzani, Zanzibar

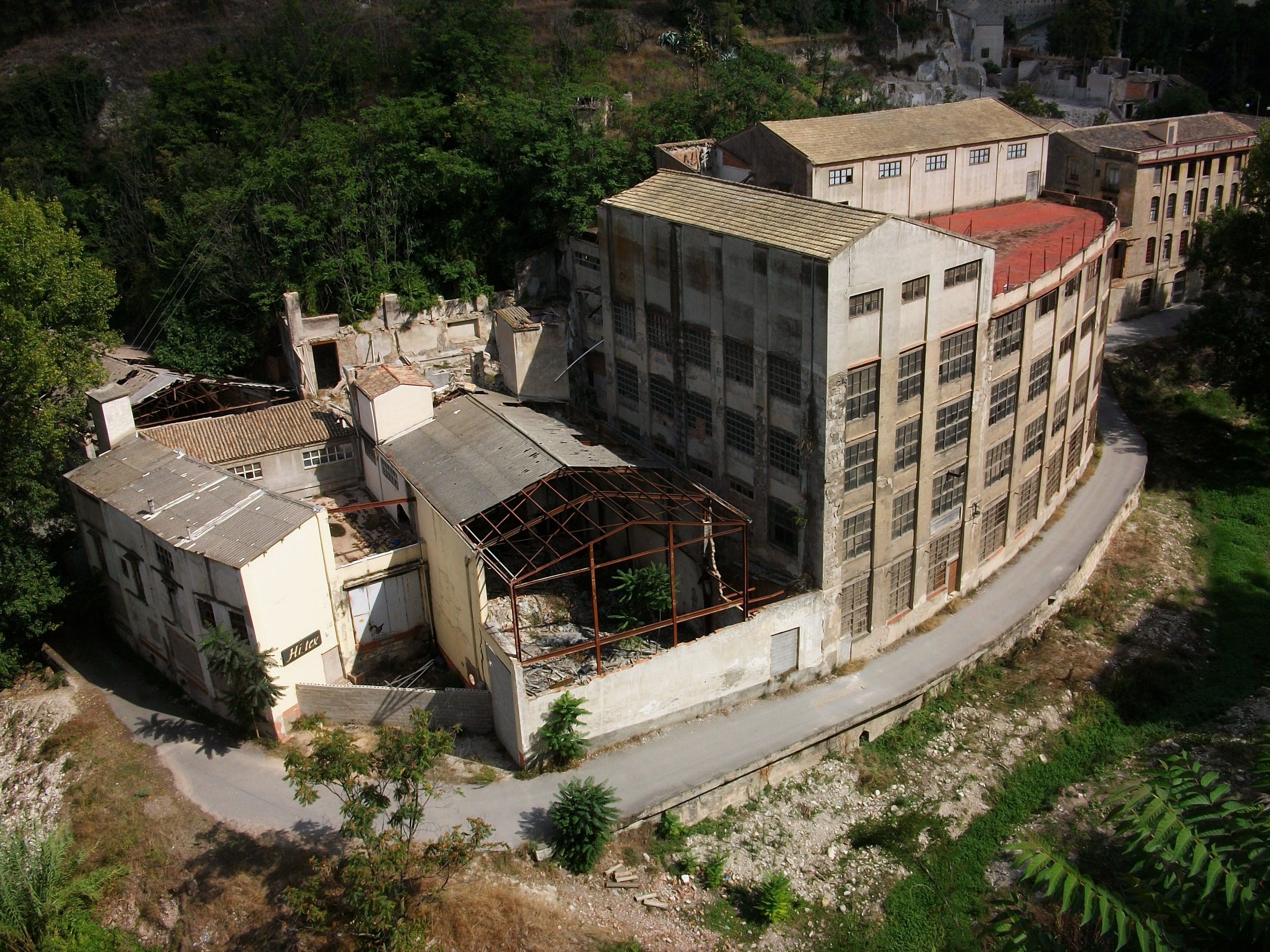
Khu nhà xưởng bỏ hoang tại Alcoy, Tây Ban Nha, năm 2011

Các nhân tố dẫn đến việc các thị trấn bị bỏ hoang gồm có nguồn tài nguyên thiên nhiên cạn kiệt, đường xe lửa và đường lộ chạy qua thị trấn không còn hay không có đường dẫn vào thị trấn (đó là trường hợp của nhiều phố ma dọc tuyến đường Opeongo lịch sử của tỉnh bang Ontario), hoạt động kinh tế bị chuyển đi nơi khác, sự can thiệp của con người như việc di dời các xa lộ (đó là trường hợp của nhiều thị trấn nằm dọc theo Quốc lộ Hoa Kỳ 66 sau khi các tuyến xa lộ liên tiểu bang I-44 và I-40 được xây dựng khiến người lái xe không còn phải đi ngang qua các thị trấn này nữa mà đi vòng phía ngoài qua các xa lộ vừa kể nhanh hơn), sự thay đổi dòng chảy (biển Aral là một thí dụ điển hình) và tai họa nguyên tử (thí dụ như vụ thảm họa Chernobyl). Tỉ lệ tử vong cao từ những cơn dịch bệnh cũng đã sinh ra các phố ma, thí dụ những nơi ở phía đông tiểu bang Arkansas bị bỏ hoang sau khi có trên 7.000 người Arkansas chết trong dịch cúm "Spanish Flu" từ năm 1918 đến 1919.
Thiên tai cũng có thể tạo ra các phố ma. Thí dụ, sau khi bị lụt trên 30 lần kể từ khi thị trấn được thành lập vào năm 1845, cư dân thị trấn Pattonsburg, Missouri đã cảm thấy không thể chịu đựng nữa sau 2 lần lũ lụt vào năm 1993. Với sự giúp đỡ của chính quyền, toàn bộ thị trấn được xây dựng lại cách đó 3 dặm Anh.
Đôi khi có thị trấn biến thành phố ma vì một vụ thiên tai được tiên đoán từ trước — thí dụ, thị trấn của Canada là Lemieux, Ontario bị bỏ hoang vào năm 1991 sau khi thử nghiệm cho thấy rằng cộng đồng này đã được xây dựng trên nền đất không ổn định. Hai năm sau đó, tòa nhà cuối cùng tại Lemieux bị san bằng, một vụ đất lở cuốn trôi một phần cựu thị trấn xuống sông South Nation.
Sự ô nhiễm đất cũng có thể tạo ra phố ma. Đó là trường hợp của Times Beach, một khu ngoại ô của thành phố St. Louis, cư dân khu vực này có khả năng bị nhiễm 1 tỉ lệ cao chất dioxin. Centralia, Pennsylvania bị nhiều người bỏ đi nơi khác vì một vụ cháy mỏ than dưới lòng đất.
Các phố ma cũng có thể được tạo ra khi đất bị chính quyền sung công và cư dân được yêu cầu di dời đi nơi khác. Trường hợp nổi bật là làng Tyneham ở Dorset bị thu mua trong thời Chiến tranh thế giới thứ hai để xây nơi tập bắn pháo binh. Thí dụ khác là khi NASA thu mua đất xây dựng trung tâm thử nghiệm hệ thống phóng phi thuyền.
Xây dựng các đập nước đã tạo ra nhiều phố ma nằm dưới lòng nước. Mologa ở Nga cho ngập nước để tạo hồ chứa nước Rybinsk. Nhiều làng cổ phải bỏ hoang trong lúc xây dựng Đập Tam Hiệp ở Trung Quốc.

## Các phố ma hồi sinh
Một ít phố ma hồi sinh lần hai, thường thường nhờ du lịch tạo ra một nền kinh tế để hỗ trợ cho cư dân của nó. Walhalla, Victoria ở Úc là một thí dụ. Thị trấn này bị bỏ hoang sau khi các hoạt động tìm vàng chấm dứt. Nhờ vị trí dễ đến và ở gần những nơi thu hút du lịch khác nên Walhalla đã từ từ có sự gia tăng dân số và kinh tế.
Alexandria, thành phố lớn thứ hai của Ai Cập, từng là thành phố phát triển trong thời cổ đại nhưng suy tàn trong thời trung cổ. Vì dân số có chừng 150 cư dân nên nó được xếp loại là phố ma vào đầu thế kỷ 19. Trong thời hiện đại, nó đã phát triển thành một thành phố có 3,5 đến 5 triệu người.